# Rockefeller Township
Die Rockefeller Township ist eine Township im Northumberland County in Pennsylvania, Vereinigte Staaten. Das U.S. Census Bureau hat bei der Volkszählung 2020 eine Einwohnerzahl von 2.362 ermittelt.

## Geographie
Nach den Angaben des United States Census Bureaus hat die Township eine Fläche von 53,4 km², alles davon ist Land. Die Form der Township erinnert an ein umgedrehtes L bzw. eine Eins.
Die natürliche Grenze im Süden wird gebildet durch den Little Mountain. Im Norden sind dies die Hügel, die auf der Südseite des Shamokin Creek dessen Lauf begleiteten, wobei dieses Gewässer außerhalb der Township westwärts zu seiner Mündung in den Susquehanna River fließt. Die Township liegt vollständig im Einzugsgebiet dieses Flusses. Entwässert wird die Township durch den Little Shamokin Creek, der im Süden der Shamokin Township entspringt und durch das Irish Valley in die Rockefeller Township fließt. Der Creek wendet sich dann nordwärts, bis er die Mündung in den Shamokin Creek in Sunbury erreicht.
Die Township ist dünn besiedelt, und die Wohnhäuser der Bewohner sind über die gesamte Township verteilt. Lantz ist eine Streusiedlung im Nordwesten der Township, und Wolfs Crossroads liegt im zentralen Norden. Etwa drei Kilometer ostsüdöstlich davon liegt Seven Points und im Südwesten der Township Augustaville.

## Geschichte
Die Zion Stone Church wurde 1984 in das National Register of Historic Places eingetragen.

## Demographie
Zum Zeitpunkt des United States Census 2000 bewohnten Rockefeller Township 2221 Personen. Die Bevölkerungsdichte betrug 41,6 Personen pro km². Es gab 868 Wohneinheiten, durchschnittlich 16,2 pro km². Die Bevölkerung Rockefeller Townships bestand zu 99,19 % aus Weißen, 0,05 % Schwarzen oder African American, 0,14 % Native American, 0,09 % Asian, 0 % Pacific Islander, 0,23 % gaben an, anderen Rassen anzugehören und 0,32 % nannten zwei oder mehr Rassen. 0,23 % der Bevölkerung erklärten, Hispanos oder Latinos jeglicher Rasse zu sein.
Die Bewohner Rockefeller Townships verteilten sich auf 836 Haushalte, von denen in 31,8 % Kinder unter 18 Jahren lebten. 73,3 % der Haushalte stellten Verheiratete, 5,6 % hatten einen weiblichen Haushaltsvorstand ohne Ehemann und 18,5 % bildeten keine Familien. 14,7 % der Haushalte bestanden aus Einzelpersonen und in 6,9 % aller Haushalte lebte jemand im Alter von 65 Jahren oder mehr alleine. Die durchschnittliche Haushaltsgröße betrug 2,66 und die durchschnittliche Familiengröße 2,94 Personen.
Die Bevölkerung verteilte sich auf 22,8 % Minderjährige, 5,9 % 18–24-Jährige, 30,1 % 25–44-Jährige, 28,0 % 45–64-Jährige und 13,2 % im Alter von 65 Jahren oder mehr. Der Median des Alters betrug 41 Jahre. Auf jeweils 100 Frauen entfielen 99,6 Männer. Bei den über 18-Jährigen entfielen auf 100 Frauen 97,9 Männer.
Das mittlere Haushaltseinkommen in Rockefeller Township betrug 42.212 US-Dollar und das mittlere Familieneinkommen erreichte die Höhe von 47.800 US-Dollar. Das Durchschnittseinkommen der Männer betrug 34.063 US-Dollar, gegenüber 21.969 US-Dollar bei den Frauen. Das Pro-Kopf-Einkommen belief sich auf 19.004 US-Dollar. 8,8 % der Bevölkerung und 8,1 % der Familien hatten ein Einkommen unterhalb der Armutsgrenze, davon waren 12,5 % der Minderjährigen und 7,0 % der Altersgruppe 65 Jahre und mehr betroffen.

## Bildung
Die Township gehört zum Shikellamy School District.